# それは、突然、嵐のように…
『それは、突然、嵐のように…』（それは、とつぜん、あらしのように…）は、2004年1月14日から3月17日まで毎週水曜22:00 - 22:54に、TBS系で放送されたテレビドラマである。主演は江角マキコ。初回は15分拡大の23:09まで放送。平均視聴率7.3%。
このドラマを最後にTBS水曜10時枠の連続ドラマ枠は終了し、水曜プレミア（単発特別番組枠）に改編された。

## ストーリー
結婚7年目の主婦・小川こずえ（江角マキコ）は、ある雨の日に高校生でダンス教室講師の深沢拓馬（山下智久）と出会い、戸惑いながらも恋に落ちていく。

## キャスト
小川こずえ
演 - 江角マキコ
結婚7年目の主婦。
OLたちのお洒落バイブル雑誌『Maga』の編集部で働いていたが、日出男と出会い、結婚。日出男の転勤に伴い退社したが、一年前に東京に戻り、花屋を営む自分の両親や妹たちと同居。子供はいないが、賑やかな毎日を送っている。そんな中、『Maga』編集部のアルバイト募集を見つけ、久々に職場復帰する。性格はあねご肌のしっかり者で、案外おっちょこちょい。趣味は整理整頓＆懸賞の応募。ある日、年下のダンス講師の拓馬と出会い、自分の中に隠れていた女心や人生への軽い失望感に気付き始める。
深沢拓馬
演 - 山下智久
現役高校生のダンス講師。
妙に明るく人なつっこいが、ポーカーフェイスで何を考えているかわかりにくいタイプ。
両親は元チャンプのダンスパートナー。母親は早々に夢を諦めた父親を捨て、新しいパートナーとロンドンへ行ってしまい、程なく父が病死。以来、「ダンス」と「愛」に関して強烈な不信感が芽生えてしまった。昨年の日本選手権で優勝した期待の新星だが、「ダンス」への情熱も冷め、現在は生活のために教えている。こずえと出会うことで、拓馬もその生き方を見つめ直すことになる。
小川日出男
演 - 柳葉敏郎
こずえの夫で、大手銀行に勤めるエリートサラリーマン。
こずえの両親たちと同居中の、いわゆるマスオさん。こずえの主婦としての才能を大いに買っている。最初はこずえの仕事再開に反対だったが、今では協力的な存在。性格は誠実で、こずえを気遣う優しさがある。甘い言葉やムード作りが苦手で、日に日に募るこずえの不満には気づかない。趣味は株価の研究。
早川香織
演 - 宮地真緒
拓馬とわけありの女子大生。
上島ゆきえ
演 - 木村多江
こずえの妹。ひとり娘の菜之花と実家に居候の身。現在、離婚調停中で実家に戻ってきたが、家事全般を仕切っていたこずえがアルバイトを始めたため、楽をするつもりが家事を手伝うハメに。
杉浦克己
演 - 小橋賢児
「Maga」のカメラマン。童顔の妻帯者で、お調子者。編集者の加奈と付き会っている。
石倉喜代子
演 - 加藤貴子
「Maga」に出入りするフリーライター。編集者時代のこずえに憧れていたが、あっさり寿退社され、裏切られたと思っている。アルバイトとして復帰したこずえと表向き仲良く接するが、実は迷惑がっている。
加瀬啓介
演 - 勝地涼
ダンス講師。今年度、日本選手権ラテン部門3位。かつて剣道一筋だったが、偶然見た拓馬のダンスに衝撃を受け、この世界に入った。尊敬する人は大石内蔵助、愛読書は『武士道』という男気あふれる熱い男。
臼井加奈
演 - 山田優
「Maga」の編集者で、克己の不倫相手。カメラマンの克己との結婚を夢見ている。
牧野佐保
演 - 綾瀬はるか
拓馬の幼なじみの女子高生。親と喧嘩をして家出をし、拓馬のアパートに転がり込む。拓馬への片思いを公言してはばからない、あっけらかんとした性格。
吉沢和美
演 - 濱田マリ
こずえの元同僚で、今は都会派お洒落雑誌「Maga」の編集長。歯に衣を着せない、バリバリのキャリアウーマン。
半田武彦
演 - 村杉蝉之介
上島菜之花
演 - 遠藤由実
ゆきえの一人娘で、こずえの姪っ子。
高階由梨子
演 - 渡辺典子
こずえのメール相手。日出男ともメールを出し合う仲。
東海林京子
演 - 鷲尾真知子
楠本藤一郎
演 - 井上順
陽気で茶目っ気たっぷりの、ダンス教室のオーナー。踊り手としてはナンバー1になれなかったが、その指導力はなかなかなもの。今までに日本チャンピオンを何組も誕生させ、その中の1組が拓馬の両親だった。その縁で両親の別離が拓馬に及ぼした影響を心配し、何くれとなく拓馬の世話を焼く。
中村はなえ
演 - 白川由美
こずえの母。朗らかでいつも明るく、どこか天然ボケ。一家の太陽のような存在だ。二人の娘とは“友達親子”で、何でも話せる良き間柄。夫婦仲も良いが、実は夫には言えない秘密がある。
中村光三
演 - 竜雷太
こずえの父。下町の生花店「花むら」の店主。辺りに寺が多く、供物用の花束を主に置くなど手堅い商売を続けている。情に厚く、涙もろい性格。花屋も主婦も、一人前になるには最低10年かかるという信念の持ち主で、こずえが働きだしたのは「子供を早くつくれ」と自分が急かせたからと責任を感じている。

## スタッフ
- 脚本：金子ありさ
- 主題歌：小田和正「まっ白」
- 音楽：長谷部徹
- プロデューサー：矢口久雄
- 企画：植田博樹、渡部宗一
- 演出：佐々木章光、藤尾隆
- 協力：東通、アックス、緑山スタジオ・シティ、3one
- 制作：テレパック、TBS

## 放送日程
| 第1回                                                     | 2004年1月14日 | 妻が恋しちゃダメですか？ | 9.8% |
| 第2回                                                     | 2004年1月21日 | 夫がいるのに             | 9.3% |
| 第3回                                                     | 2004年1月28日 | さよなら拓馬             | 7.2% |
| 第4回                                                     | 2004年2月04日 | 嘘のはじまり             | 6.9% |
| 第5回                                                     | 2004年2月11日 | 意外な決断               | 7.3% |
| 第6回                                                     | 2004年2月18日 | 母も見ていた             | 6.3% |
| 第7回                                                     | 2004年2月25日 | はちあわせ！             | 6.3% |
| 第8回                                                     | 2004年3月03日 | ついにバレた             | 7.1% |
| 第9回                                                     | 2004年3月10日 | 激怒した夫               | 6.5% |
| 最終回                                                    | 2004年3月17日 | 悲しい別れ               | 6.4% |
| 平均視聴率 7.3%（視聴率は関東地区・ビデオリサーチ社調べ） |               |                          |      |

- 初回は15分拡大放送。

## 関連商品
- それは、突然、嵐のように…（2004年4月、ISBN 978-4812416006）
- それは、突然、嵐のように… DVD-BOX（2004年6月25日）
- それは、突然、嵐のように… 1 - 4 VHS（2004年6月25日）

## 参考
- それは、突然、嵐のように… - テレビドラマデータベース